# Asim Zec
Asim Zec (sinh ngày 23 tháng 1 năm 1994) là một cầu thủ bóng đá Bosna và Hercegovina hiện tại thi đấu cho FK Željezničar Sarajevo ở vị trí tiền vệ.
Anh gia nhập Hradec Králové từ NK Iskra Bugojno vào tháng 7 năm 2012. Anh có 2 lần ghi được 4 bàn thắng trong một trận đấu ở đội trẻ của Hradec Králové trong mùa giải ra mắt.
Anh trở về Bosna và Hercegovina vào tháng 2 năm 2014 để chơi cho FK Olimpic.

## Sự nghiệp quốc tế
Anh thi đấu cho Đội tuyển bóng đá U-19 quốc gia Bosna và Hercegovina tại vòng loại U-19 châu Âu.